# Liechtensteiner Brauhaus
Het Liechtensteiner Brauhaus is de enige brouwerij in Liechtenstein, gevestigd te Schaan. 

## Geschiedenis
In 1917 sloot de laatste Liechtensteinse brouwerij zijn deuren, vanwege een grondstoftekort tijdens de Eerste Wereldoorlog. Jarenlang had het land hierdoor geen eigen brouwerij. Begin 21ste eeuw kwam hier echter verandering in. Bruno Güntensperger, onderzoeker aan het instituut voor levensmiddelentechnologie aan de ETH in Zürich, had een passie gekregen voor bierbrouwen naar aanleiding van een practicum in een brouwerij, en een poging tot bierbrouwen met een groep studenten. Hij vatte het plan op om een eigen brouwerij op te zetten. In december 2007 zag het "Liechtensteiner Brauhaus" het licht. 

## Biertypen
Het Liechtensteiner Brauhaus brouwt in totaal acht bieren. Vier hiervan zijn het hele jaar verkrijgbaar, de andere vier zijn seizoensbieren, die slechts een beperkte periode in het jaar te krijgen zijn. De acht bieren zijn achtereenvolgens:
- Brauhaus Hell's
- Brauhaus Dunkels
- Brauhaus Weiza
- Brauhaus Krona
- Brauhaus Malbu-Bock (winterbier)
- Brauhaus Narra-Biar (carnavalsbier)
- Brauhaus iisi (zomerbier)
- Brauhaus Fäscht-Biar (oktoberfestbier)